# TVR Tuscan (1967)

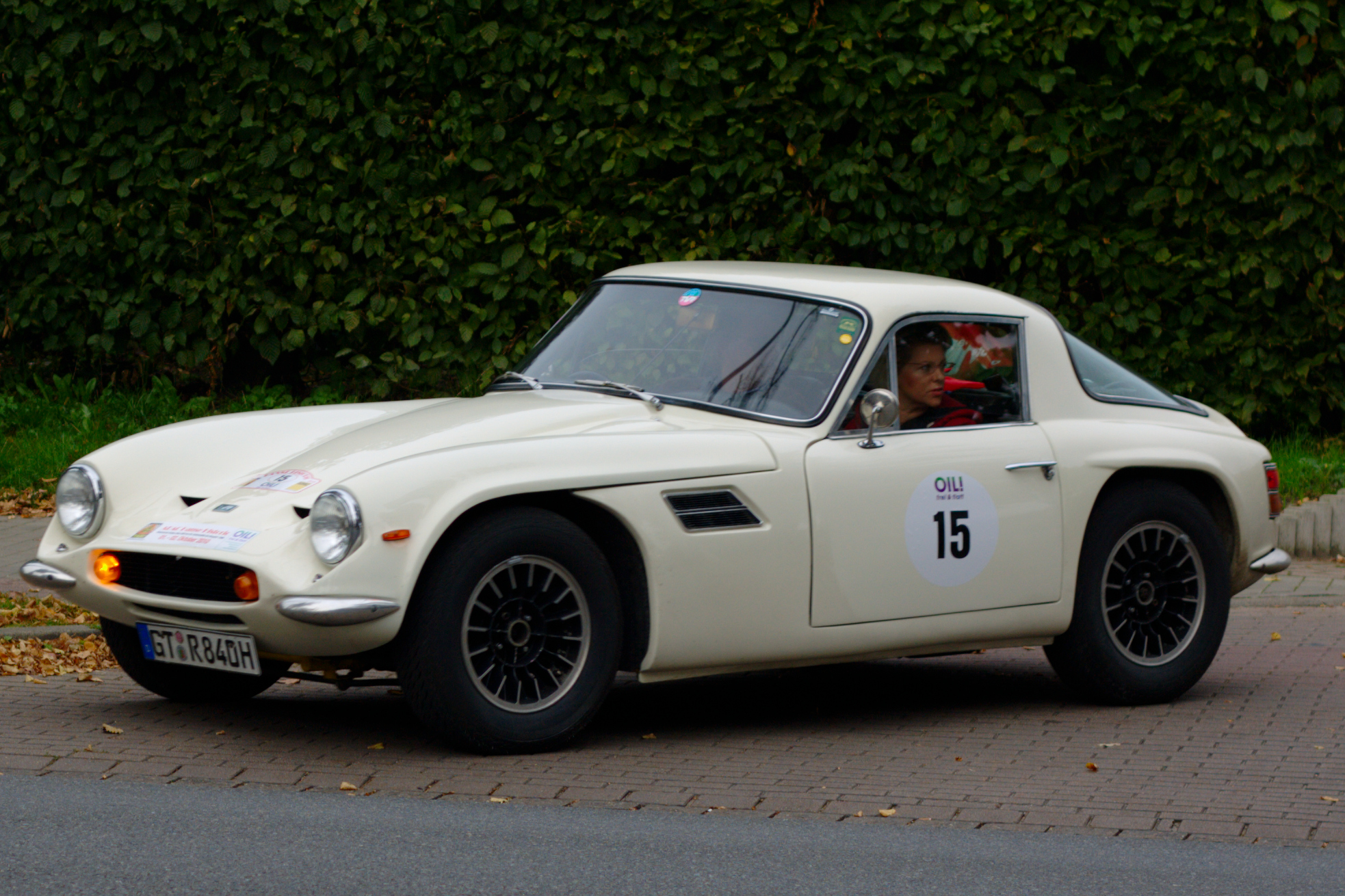
TVR Tuscan V6

La TVR Tuscan était une voiture de sport à moteur avant et propulsion arrière construite par TVR de 1967 à 1971 dans l'usine de Blackpool, en Angleterre. C'est la deuxième voiture développée par TVR durant l'ère Martin Lilley.
La voiture était disponible avec un moteur V8 ou V6. Au total 174 voitures furent construites avec les deux types de moteur disponibles.
Cette désignation sera réutilisée par TVR dans les années 2000 pour la nouvelle Tuscan.

## Tuscan V8
Les premières Tuscans furent fabriqués au début de l'année 1967 uniquement avec le moteur V8. Rappelant le potentiel de performance de la Griffith extrapolé de la Grantura, ce modèle était basé sur le Grantura/Vixen et fut construit avec trois configurations différentes entre janvier 1967 et début 1971.
Le moteur était le Ford Windsor V8, 289 ci (4728 cm3) similaire à celui disponible sur les premières Ford Mustang. Équipé d'un carburateur Ford 4 corps il développait 275 ch, et était capable de propulser la voiture à une vitesse de pointe de 155 mi/h (249 km/h). La puissance de freinage provenait de freins à disques à l'avant et à l'arrière.
La production des modèles V8 diminua après la sortie de la version V6 et fut complètement arrêtée en 1970. Au total, 73 voitures équipées d'un V8 furent vendues par TVR. La plupart des V8 Tuscan ont été vendus aux États-Unis, seul quelques véhicules étant construit avec la conduite à droite pour le marché intérieur britannique.
La Tuscan V8 était à l'origine disponible avec un empattement court et une carrosserie de style Vixen. Elle ressemblait beaucoup à une Grantura 1800S Mark IV, mis à part son proéminent renflement de capot . Environ 24 exemplaires furent construits.
La version à empattement court SWB (pour Short Wheel Base) était quasiment identique à la Griffith 400, abandonnée au début de 1967 en raison de la mauvaise réputation qu'elle avait acquise concernant les problèmes de qualité de construction et de fiabilité.
La voiture à empattement long (LWB pour Long Wheel Base) arriva un peu plus tard et utilisait le même châssis que la Vixen S2 et la même méthode de boulonnage de la carrosserie au châssis. Environ deux douzaines de ces V8 Tuscan LWB furent construites jusqu'à la fin de la production en 1969.
1970 vit le lancement de la Tuscan V8 SE (ou Widebody) à carrosserie élargie et châssis à empattement long (LWB SE). Cette voiture recevait une coque restylée annonçant le style de carrosserie de la série M à venir. La V8 SE avait des feux arrière plus larges montés avec une inclinaison inversée. Cette Tuscan élargie était propulsé par un V8 302ci, la plus grosse version du petit bloc Ford V8. Bien que les estimations varient, il semble qu'environ dix voitures à carrosserie large aient été construites entre 1970 et 1971.
Production totale : 
- SWB : environ 24 exemplaires
- LWB : environ 24 exemplaires
- LWB SE : environ 10 exemplaires

TVR V8
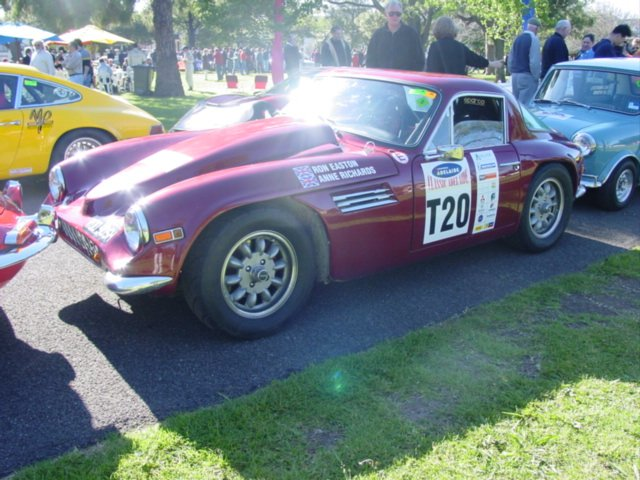
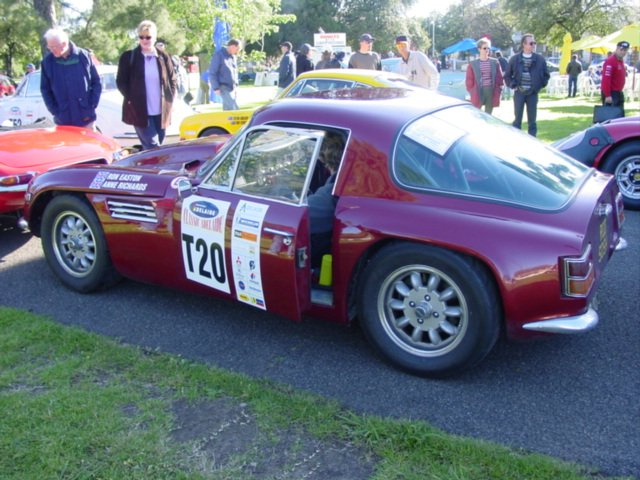
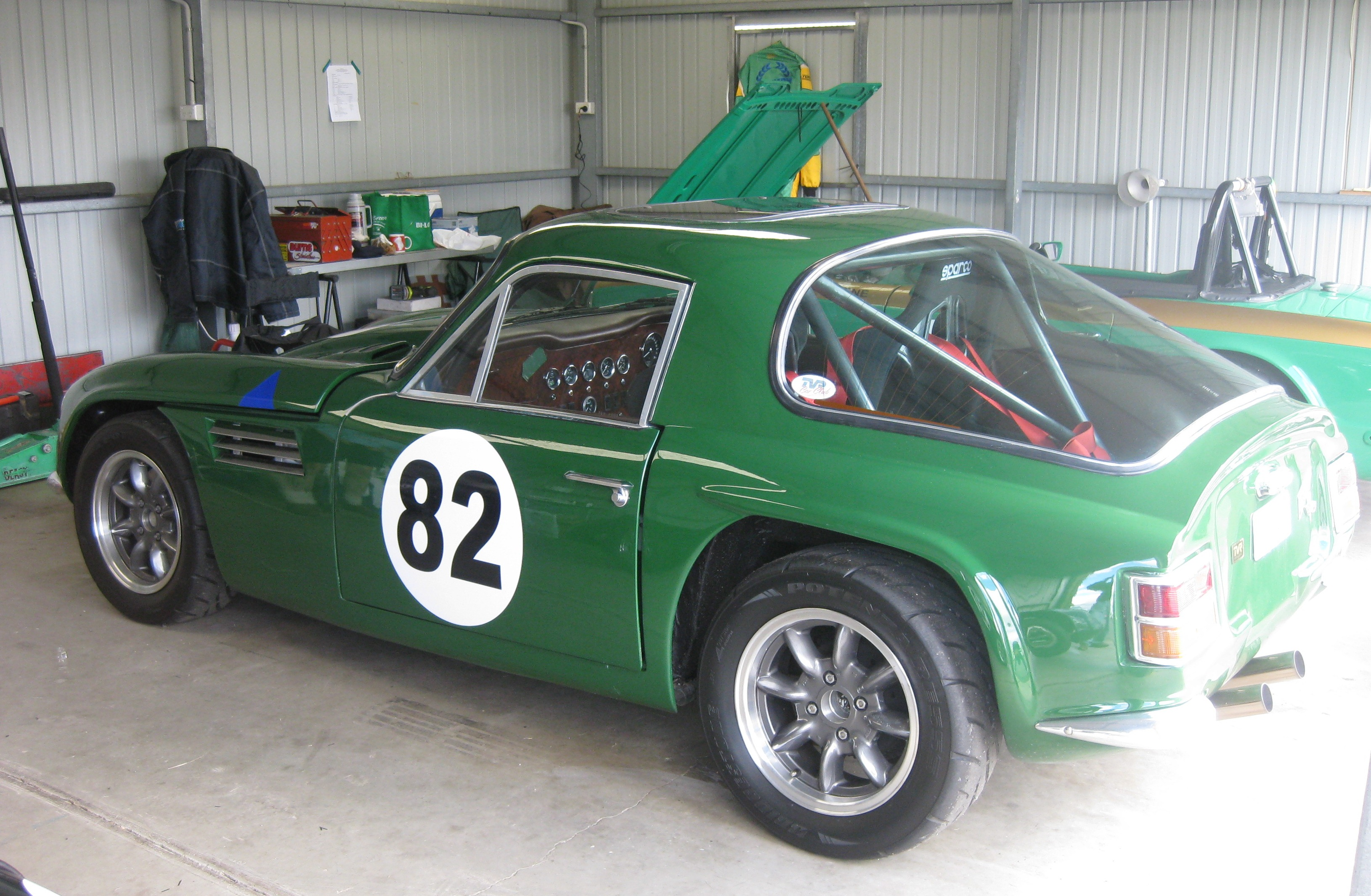
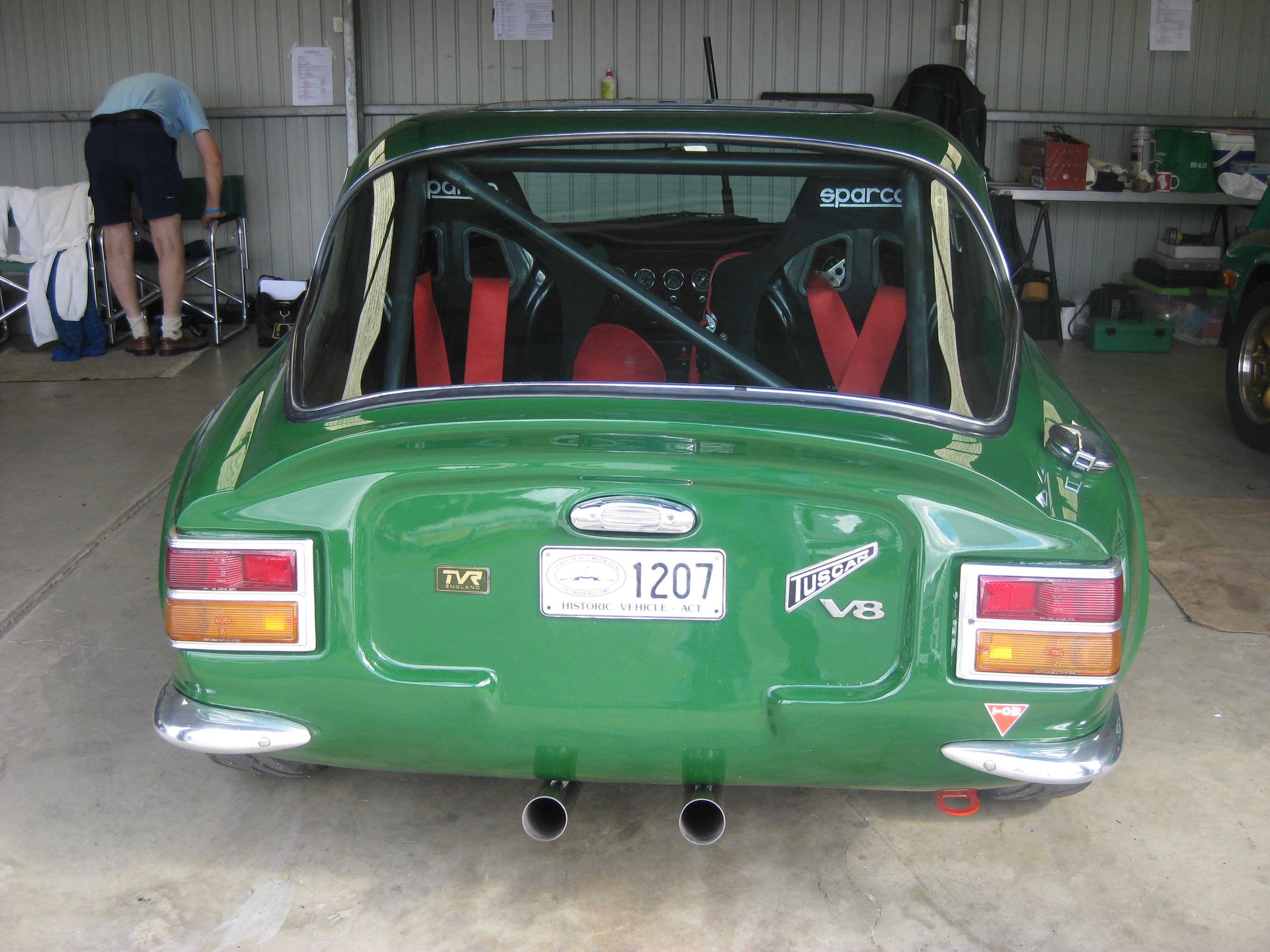

## Tuscan V6
Au milieu de l'année 1969, afin de proposer une voiture avec un niveau de performances intermédiaires, TVR sortit la Tuscan V6, équipée d'un  moteur OHV Ford Essex V6 de 2994 cm3, issu de la division britannique de Ford (moteur également utilisé sur les Ford Zodiac Mk IV et Capri). Les freins furent modifiés par rapport au modèle V8, seuls les freins avant étant équipés de disques, l'arrière se contentant de tambours. Le modèle V6 était également plus étroit, utilisant la même coque et le même châssis que les Vixens quatre cylindres. Elle reçut cependant le même différentiel Salisbury que la Tuscan V8. Le moteur V6 de 3,0 litres équipé d'un carburateur Weber 38/38 DGAS double corps non synchrone produisait 138 ch (101 kW) et 247 N m de couple. La voiture pouvait atteindre une vitesse maximale de 125 mi/h (201 km/h).
Au moment de sa mise en vente, l'Essex V6 ne satisfaisait pas aux exigences en matière d'émissions aux États-Unis, de sorte que le Tuscan V6 n'y était pas exporté. La plupart des voitures produites étaient à conduite à droite, pour le marché intérieur britannique .

Au total, 101 voitures V6 furent produites avant l'arrêt complet de la ligne pour faire place à sa remplaçante, la TVR Vixen 2500. 

TVR Tuscan V6
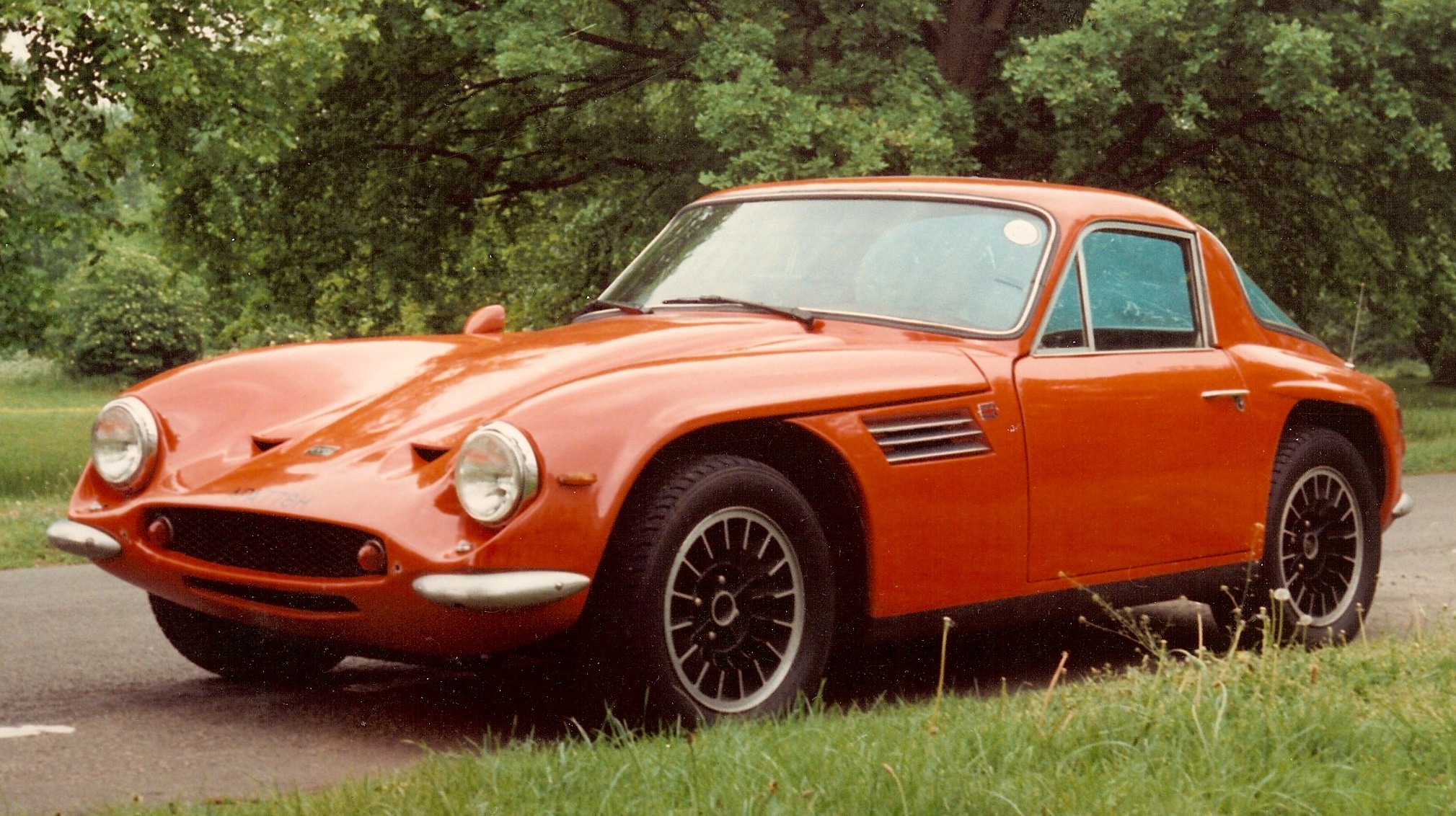
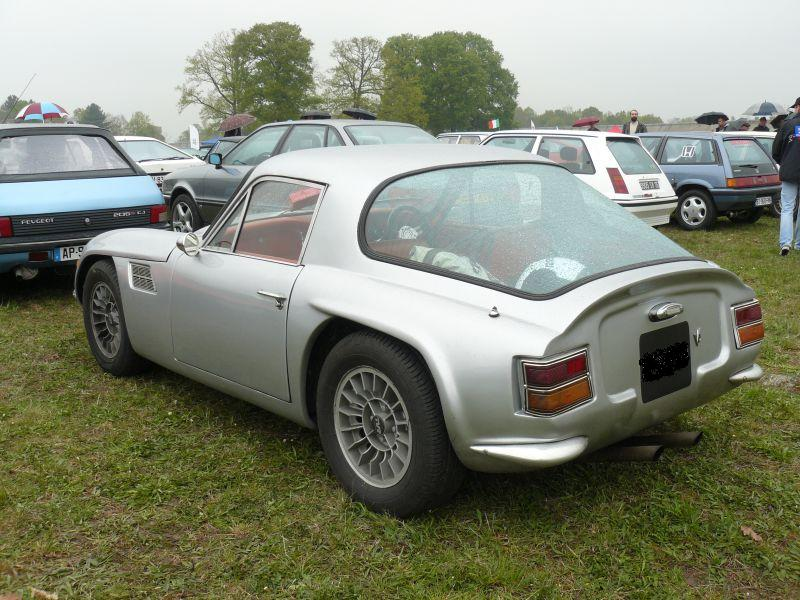